# 구라바엔

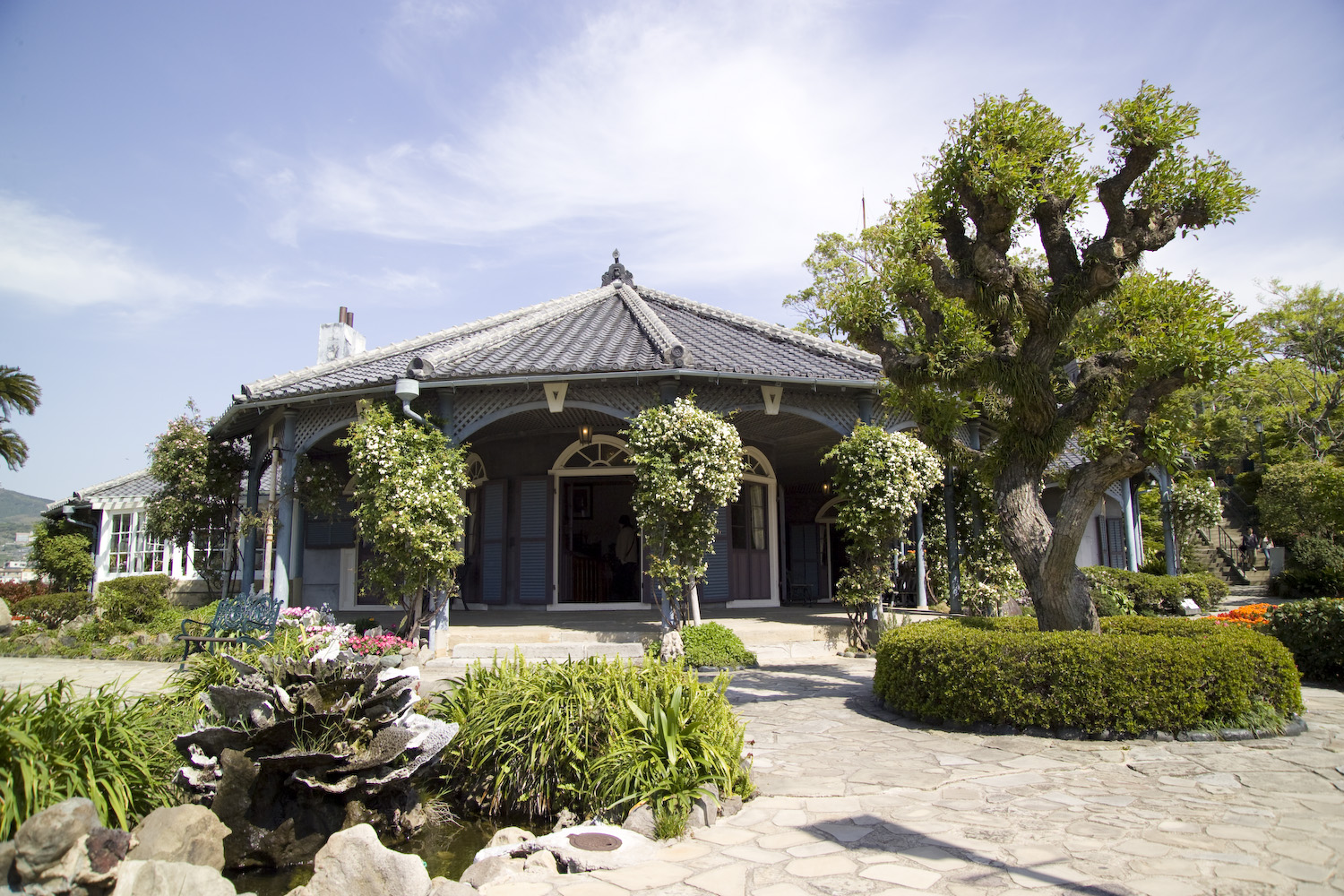
구 글로버 저택

구라바엔(일본어: グラバー園) 또는 글로버 가든(영어: Glover Garden)은 일본 나가사키현 나가사키시 미나미야마테에 있는 관광지이다. 1859년 나가사키 개항 후 나가사키에 상륙한 영국인 상인 토머스 블레이크 글로버, 링거, 올트의 전 거주지가 있던 부지에 나가사키 시내에 남아 있던 역사적 건축물을 이축한 야외 박물관처럼 만들어져 있다.

## 건축물
- 구 글로버 저택
- 구 링거 저택
- 구 올트 저택

### 이축 건축물
- 구 워커 주택
- 프리메이슨 로지의 문
- 구 미쓰비시 제2 도크 하우스
- 구 나가사키 고상표문위소
- 구 나가사키 지방 법원 장관사
- 구 스틸 기념학교
- 구 지유테이